# Casa de l'Aigua (metrostation)
Casa de l'Aigua is een station van de metro in Barcelona. Het is gelegen in zone 1 en de wijk Trinitat Nova in Nou Barris
Lijn 11 rijdt hier naar Trinitat Nova en Can Cuiàs.
Het station is geopend in 2003 en heeft een uitgang aan de Carrer d'Aiguablava.